# Mahmoud Zulfikar
Mahmoud Zulfikar (árabe: محمود ذو الفقار)  (18 de febrero de 1914-22 de mayo de 1970) fue un director y actor de cine egipcio. Dirigió cuarenta películas entre 1947 y 1968. Su filme de 1964, Soft Hands, participó en el decimocuarto Festival Internacional de Cine de Berlín.

## Filmografía selecta
- Soft Hands (1964)